# Салхіт (станція)
Салхіт — вузлова залізнична станція в Монголії, розташована на Трансмонгольській залізниці між станціями Цайдам і Ерхт. Знаходиться в однойменному містечку Салхіт.
Від станції починається залізнична гілка на захід, що з'єднує Трансмонгольську магістраль з великим містом Ерденет. Гілку відкрито 1975 року. Наступна станція — Хутул.